# Maláj sarlósfecske
A maláj sarlósfecske (Hirundapus giganteus) a madarak osztályának sarlósfecske-alakúak (Apodiformes) rendjébe és a sarlósfecskefélék (Apodidae) családjába tartozó faj.

## Rendszerezése
A fajt Coenraad Jacob Temminck holland zoológus. írta le 1825-ben, a Cypselus nembe Cypselus giganteus néven.

## Alfajai
- Hirundapus giganteus giganteus (Temminck, 1825)
- Hirundapus giganteus indicus (Hume, 1873)[3]

## Előfordulása
Délkelet-Ázsiában, Banglades, Brunei, a Fülöp-szigetek, Kambodzsa, India, Indonézia, Laosz, Malajzia, Mianmar, Szingapúr, Srí Lanka, Thaiföld és Vietnám területén honos. 
Természetes élőhelyei a szubtrópusi és trópusi síkvidéki és hegyi esőerdők, tavak, folyók és patakok környékén. Állandó nem vonuló faj.

## Megjelenése
Testhossza 21–26,5 centiméter, testtömege 123–167 gramm.

## Életmódja
Rovarokkal táplálkozik.

## Természetvédelmi helyzete
Az elterjedési területe rendkívül nagy, egyedszáma ugyan csökken, de még nem éri el a kritikus szintet. A Természetvédelmi Világszövetség Vörös listáján nem fenyegetett fajként szerepel.

## Külső hivatkozások
- Képek az interneten a fajról
- Xeno-canto.org - a faj hangja és elterjedési területe